# Curarea
Curarea é um género botânico pertencente à família Menispermaceae.

## Espécies
- Curarea candicans
- Curarea crassa
- Curarea cuatrecasasii
- Curarea cuatrecasii
- Curarea tecunarum
- Curarea toxicofera

1. ↑  «Curarea — World Flora Online». www.worldfloraonline.org. Consultado em 19 de agosto de 2020